# C/o The Bartons
C/o The Bartons, in mindere mate ook bekend als The Bartons in Nederland, is een Australische jeugdserie van twaalf afleveringen uit 1988. De serie werd geproduceerd door de Australian Broadcasting Corporation en internationaal gedistribueerd door RevCom Television. In Nederland werd de serie voor het eerst uitgezonden tussen 28 januari en 12 februari 1991 door RTL 4 en in de zomer en herfst van dat jaar herhaald nadat RTL 4 meerdere brieven van kijkers ontving. Daarvoor was de serie in Nederland al te zien op de BBC in 1989. In Duitsland genoot de serie een enorme populariteit en werd daar, tussen 1990 en 2000, maar liefst zeven keer uitgezonden op verschillende zenders. In Australië was de serie onderdeel van het kinderprogramma The Afternoon Show en is nooit herhaald.
De serie toont het leven in een Australische buitenwijk door de ogen van de elfjarige Elly Barton (Olivia Harkin), het enige meisje in een gezin met vier kinderen. Elly heeft moeite met hoe haar autoritaire ouders en haar broers met haar omgaan en trekt zich het liefst terug in de oude boom in haar achtertuin. Zelf gedraagt Elly zich autoritair en soms gemeen richting de kinderen om haar heen, wat haar in vaak vervelende situaties brengt. De lessen die Elly hierdoor leert, en die haar gedrag jegens anderen positief doen veranderen, zijn een terugkerend thema in de serie.
C/o The Bartons is gebaseerd op de korte film The Siege of Bartons' Bathroom (1986), die bedenker Jocelyn Moorhouse maakte nadat ze daarvoor subsidie kreeg van de Australian Film Commission. ABC zag de korte film en schakelde haar in om er een televisieserie van te maken. De eerste aflevering van de serie is in feite een remake van die korte film, maar nu met de cast van de serie.
Moorhouse baseerde een deel van de verhaallijn op ervaringen uit haar eigen jeugd. Ook een aantal personages en hun  namen zijn gebaseerd op mensen uit haar eigen leven.

## Rolverdeling
- Olivia Harkin - Elly Barton
- Michael O'Reilly - Anthony Barton
- Matt Day - Paul Barton
- Ben Toovey - Douglas Barton
- Frankie J. Holden - Robert Barton
- Jennifer Jarman-Walker - Clare Barton
- Rosemary Smith - Anita McPherson
- Robert Essex - Mr. Jensen
- Frank Webb - Skinner Davies
- Maureen Edwards - Miss Julia "India" Snoller
- Alan Lovett - Mr. Tom Snoller
- Natasha Kenneally - Susan Davies
- Christian Pellone - Vince Capaletti

Frankie J. Holden was al een bekende naam in Australië. Hij was de zanger van rockband Ol' 55 en speelde als acteur al in meerdere series en films. Matt Day debuteerde op 14-jarige leeftijd in C/o The Bartons en groeide uit tot een van de bekendere Australische acteurs. Hoofdrolspeelster Olivia Harkin speelde eerder de hoofdrol in de productie Snow White and the Dreadful Dwarves uit de Australische kinderserie Kaboodle en heeft daarnaast, behalve een gastrol in een aflevering van de Australische politieserie Phoenix en een rol in de onafhankelijk geproduceerde korte film Lucy's Heart uit 2005 geen verdere televisie- of filmrollen op haar naam. Ze focuste zich vooral op het theater.

## Afleveringen
| Nr. | Titel                            | Regie          | Scenario          | Uitzenddatum                 |
| --- | -------------------------------- | -------------- | ----------------- | ---------------------------- |
| 1 | The Siege of Bartons' Bathroom   | Richard Sarell | Jocelyn Moorhouse | 28 januari 1991 (Nederland)  |
| Buurman Jensen heeft last van de grote boom in de achtertuin van de Bartons en biedt aan om de boom te kappen. Elly is het er niet mee eens en bezet de badkamer. Niemand komt aan haar boom! |                                  |                |                   |                              |
| 2 | The Barton League of Bird Lovers | Peter R. Dodds | Jocelyn Moorhouse | 29 januari 1991 (Nederland)  |
| Elly en Anita richten een vogelclub op. Maar al snel ontstaat onenigheid. Anita stapt op en richt een rivaliserende club op. |                                  |                |                   |                              |
| 3 | Half-time                        | Richard Sarell | Paul J. Hogan     | 30 januari 1991 (Nederland)  |
| Na het hele seizoen op de reservebank te hebben gezeten, mag Paul tijdens de finale van de lokale Australian Rules Football-competitie eindelijk spelen Maar dat ziet Paul helemaal niet zitten; de sport is niets voor hem en als niemand kijkt, sluipt hij van het veld. Anita ontdekt tot haar schrik dat Vince Capaletti, de aanvoerder van het team, een oogje heeft op Susan Davies. En dat terwijl Anita al jaren een oogje op hem heeft! |                                  |                |                   |                              |
| 4 | Mr. Snoller's Black Bag          | Mandy Smith    | Noel Robinson     | 31 januari 1991 (Nederland)  |
| Elly is een groot geheim op het spoor. Wát zit er nu precies in die zwarte tas van meneer Snoller? Wie is Mevrouw India eigenlijk en waarom roept ze "Shere Khan"? |                                  |                |                   |                              |
| 5 | Three Little Pigs                | Richard Sarell | Greg Millin       | 1 februari 1991 (Nederland)  |
| Iemand heeft met rode verf het woord "pig" op de vuilnisemmer van buurman Jensen geschreven. Jensen verdenkt mevrouw India na het zien dat zij veel met rode verf schildert. Maar Elly weet dat mevrouw India het niet heeft gedaan. |                                  |                |                   |                              |
| 6 | The Great Billycart Aid Race     | Richard Sarell | Shane Brennan     | 4 februari 1991 (Nederland)  |
| Elly besluit een voorbeeld te nemen aan Bob Geldof en organiseert een zeepkistenrace om geld in te zamelen en de wereld te voeden. |                                  |                |                   |                              |
| 7 | Position Vacant                  | Mandy Smith    | Noel Robinson     | 5 februari 1991 (Nederland)  |
| Elly besluit dat Mevrouw India een baan moet zoeken, zodat ze eindelijk genoeg geld heeft om naar India op vakantie te gaan. Een vacature als administratief medewerker lijkt Elly wel geschikt voor Mevrouw India. Zonder dat Elly het weet, solliciteert haar moeder op dezelfde vacature. Wie van de twee gaat het worden? |                                  |                |                   |                              |
| 8 | Musical Rooms                    | Mandy Smith    | Greg Millin       | 6 februari 1991 (Nederland)  |
| Als Paul en Anthony voor de zoveelste keer ruzie hebben, besluiten Clare en Robert dat Anthony een eigen kamer moet krijgen. Iedereen moet daarom van kamer verhuizen, ook Elly. Daarbij ontdekt ze dat Paul stiekem rookt. Ze pakt zijn sigaretten af, maar Paul kidnapt haar dagboek als wraak. |                                  |                |                   |                              |
| 9 | Beautiful Beetroot               | Mandy Smith    | Jocelyn Moorhouse | 7 februari 1991 (Nederland)  |
| Anita heeft Elly eindelijk overgehaald om bij de scouting te gaan door haar te vertellen hoe leuk kamp is. Maar dat kamp is helemaal niet hoe Anita het omschreef. Sterker nog: het lijkt een ware hel te worden omdat groepsleider Vivienne het op haar en Anita gemunt heeft. En als toppunt moet iedereen dubbele porties bieten eten... |                                  |                |                   |                              |
| 10 | Bartons on the Beach             | Peter R. Dodds | Jocelyn Moorhouse | 8 februari 1991 (Nederland)  |
| Een dagje strand loopt uit de hand als een jongen Elly probeert te versieren. Paul en Anita verdwalen in de duinen. En Anthony ontmoet een geheimzinnige jongedame die zegt dat ze een zeemeermin is. |                                  |                |                   |                              |
| 11 | Suspected                        | Peter R. Dodds | Paul J. Hogan     | 11 februari 1991 (Nederland) |
| Anthony maakt zich zorgen om Paul's reputatie: Paul is niet mannelijk genoeg. Hij onderwerpt hem aan een mannelijkheidstest, waar Paul op alle punten voor zakt. Elly heeft ook een probleem: zij slaagt juist op alle punten voor die test. Gelukkig heeft Anita wel wat ideeën om Elly wat vrouwelijker te maken. Maar of Elly daar nu zo blij mee moet zijn... |                                  |                |                   |                              |
| 12 | Bye Bye Bartons                  | Richard Sarell | Jocelyn Moorhouse | 12 februari 1991 (Nederland) |
| Robert krijgt een betere baan aangeboden, maar daar moet het gezin voor verhuizen naar Mirandavale aan de andere kant van de grote stad; weg uit hun zo geliefde huis in Banksiawood. Elly maakt zich er druk om dat ze haar boom moet gaan missen en haar beste vriendin Anita nooit meer zal zien. Bovendien kondigt Meneer Jensen aan dat hij zijn strijd tegen haar boom voortzet zodra Elly verhuisd is. Bij de bezichtiging van het nieuwe huis vindt Elly een briefje met een boodschap van de kinderen die daar eerst woonden: zij wilden ook niet verhuizen. |                                  |                |                   |                              |

## De titel
"C/o" is de afkorting voor "Care of" en wordt in het Engelse taalgebied gebruikt op brieven die geadresseerd zijn aan een persoon die tijdelijk op het betreffende adres verblijft. In het Nederlandse taalgebied wordt hiervoor de afkorting "P/a" ("Per adres") gebruikt. Overigens wordt in Australië en Nieuw-Zeeland ook "C/-" geschreven in plaats van "C/o".
Bij de internationale distributie van de serie werd de titel veranderd in The Bartons, hoewel de begingeneriek wel de oorspronkelijke titel liet zien. In een aantal landen werd de titel verder gelokaliseerd (Die 6 Bartons in Duitsland, Los Barton ¡vaya familia! in Spanje).

## Productie
Banksiawood, waar de serie zich afspeelt, is een fictieve buitenwijk van een grote stad in Australië. De meeste afleveringen zijn opgenomen in de omgeving van Glen Waverley, een buitenwijk van Melbourne, Victoria.
- In de aflevering Mr. Snoller's Black Bag zijn het stadscentrum, de bibliotheek en het City Council Hall van Monash (de LGA waar Glen Waverley onder valt) duidelijk in beeld.
- De meisjes van de scoutingclub in de aflevering Beautiful Beetroot, zijn die van de Glen Waverley Guide Troup.[13]
- Het winkelcentrum in Suspected is het Century City Walk-winkelcentrum aan de Kingsway in die wijk. De bioscoop in die aflevering is de Village Cinema in dat winkelcentrum.

Moorhouse schreef vijf van de twaalf scenario's voor de serie; de andere afleveringen werden geschreven door Noel Robinson, Shane Brennan, Greg Millin en P.J. Hogan (de echtgenoot van Moorhouse, die later bekendheid verwierf met de film Muriel's Wedding).

## Boek
Moorhouse schreef ook een kinderboek op basis van de serie, getiteld C/o The Bartons, dat werd uitgegeven door Puffin Books op 30 maart 1989 met ISBN 978-0140342574. Er is geen Nederlandstalige uitgave van het boek verschenen.
De verhaallijn van het boek is een bewerking van de scenario's van een aantal afleveringen van de serie, waarvan sommige scenario's zijn samengevoegd tot één verhaallijn of duidelijker met elkaar verbonden zijn dan in de serie het geval is. Bijvoorbeeld: de verhaallijnen van de afleveringen Half-Time en Musical Rooms volgen elkaar in het boek op (in de serie zitten daar vier afleveringen tussen) en lopen in elkaar over; de ruzie tussen Paul en Anthony gaat in het boek over Paul's handelen tijdens de finale van de lokale Australian footballcompetitie, terwijl het in de serie een ongerelateerde ruzie was.
In het boek zijn de personages en hun motivaties verder uitgediept dan in de serie mogelijk was, onder andere doordat de lezer nu leest wat een personage denkt. Hierdoor zijn sommige gebeurtenissen in het boek intenser dan in de serie.
Er zijn verschillen tussen de serie en het boek, voornamelijk in details. De grootste verandering is dat Elly in het boek twaalf jaar oud is (in de serie is ze elf). Hoewel het boek zich ook in het fictieve Banksiawood afspeelt, wordt in het boek bevestigd dat Banksiawood onderdeel is van de agglomeratie van Melbourne en ongeveer 90 minuten rijden van de zuidkust van Australië ligt. Mirandavale en Banksiawood grenzen in het boek aan elkaar (in de serie liggen de twee wijken meer dan twee uur rijden uit elkaar).
De voorkant van de kaft is een foto van Matt Day en Olivia Harkin. Op de achterkant prijkt een groepsfoto van de cast op zeepkisten (voertuig) die is gemaakt tijdens de opnames voor de aflevering The Great Billycart Aid Race.

## Film
De korte film waarop de serie is gebaseerd, is grotendeels met een andere cast dan de serie gemaakt. Alleen Frankie J. Holden speelt zowel in de film als de serie mee. In de film spelen onder andere Rebekkah Elmaloglou, Brendan Cowell en Max Phipps mee die allen later bekend zijn geworden door televisie en film. In het voorwoord van het boek bedankt Moorhouse de cast van de film bij naam.